# Hakea lasiantha
Hakea lasiantha är en tvåhjärtbladig växtart som beskrevs av Robert Brown. Hakea lasiantha ingår i släktet Hakea och familjen Proteaceae. Inga underarter finns listade i Catalogue of Life.